# T2強調画像
T2強調画像（T2-weighted image, T2WI）は、磁気共鳴画像法（MRI）における撮像シーケンスの一つであり、組織の横緩和時間（T2値）の違いを画像コントラストとして強調する手法である。水や液体が高信号、脂肪や白質が低信号として描出されることが多く、脳梗塞や腫瘍、炎症、浮腫などの病変評価に広く利用されている。

## 総論：T2強調画像とは
T2強調画像（T2-weighted imaging, T2WI）は、生体組織のT2緩和時間の差を主に反映したコントラストを持つMRI画像である。T2WIでは水分含有量の多い組織（例：脳脊髄液、浮腫、炎症組織、腫瘍）が高信号として描出され、脂肪や白質などは相対的に低信号を示す。  
撮像条件としては、繰り返し時間（TR）を長く、エコー時間（TE）を長く設定することによりT2コントラストが強調される。典型的にはTRが2000ms以上、TEが80ms以上に設定されることが多い。  
臨床的には、脳梗塞急性期の浮腫検出、腫瘍の浮腫性変化評価、脊椎疾患における椎間板病変の描出、関節における半月板損傷や靭帯損傷の確認など、広範に応用されている。  
さらに、近年ではTurbo Spin Echo（TSE）やFast Spin Echo（FSE）法が導入され、撮像時間短縮と高SNRを両立しながらも高いT2コントラストを得ることが可能になっている。これにより臨床現場でのルーチン使用が一般化している。  

## 画像上の組織信号挙動
T2強調画像では、水分含有量の増加により信号が増強する特徴を有する。脳浮腫は典型的に高信号として描出され、炎症や腫瘍、脳梗塞などの病変も同様に高信号を示す。  
出血性病変では経時的に信号が変化し、急性期には脱オキシヘモグロビンの影響で低信号を示し、亜急性期にはメトヘモグロビンにより高信号へと変化する。脂肪はT2強調画像で中間から低信号を呈し、頭蓋内脂肪腫などで特徴的な所見となる。また鉄沈着などのパラマグネティック物質はT2短縮効果により低信号を呈する。  
さらに白質高信号（White Matter Hyperintensity, WMH）は、加齢や小血管病に伴って出現し、脳卒中や認知症のリスク因子として注目されている。

## 臨床応用
T2強調画像は多領域で臨床的に利用されている。循環器領域では、急性心筋梗塞において心筋浮腫を描出し、急性期と慢性期を区別するのに有用である。急性心筋炎では外側壁に浮腫が多く認められ、肥大型心筋症では虚血に関連した浮腫が観察される。また、たこつぼ型心筋症では瘢痕を伴わないびまん性浮腫が特徴的であり、炎症性疾患やインターベンション後の変化の評価にも応用される。  
神経領域では、急性期脳梗塞や脱髄疾患、炎症性疾患の検出に用いられる。  
整形外科領域では骨髄浮腫や靭帯損傷、関節疾患の診断に役立ち、腹部領域では肝胆膵の腫瘍や炎症に伴う高信号描出による病態評価に利用されている。  

## 他のシーケンスとの比較
T1強調画像では脂肪が高信号（水は低信号）として描出され、T2強調画像では脂肪と水の両方が高信号を示す。このため、T1画像は脂肪組織（皮下脂肪や骨髄）を強調するのに適しており、T2画像は髄液などの液体成分を明瞭に描出する。病的変化においては、T1画像で低信号を示す領域がT2画像で高信号となる場合が多く、これは浮腫・感染・腫瘍など水分含有量の増加を反映している。
一方で、T2強調GRE（Gradient Echo）は血液分解産物や石灰化に高い感度を持つが、従来法では2Dマルチスライス収集が主流であり、空間分解能や感度に制限があるとされる。
SWI（Susceptibility Weighted Imaging）はGREを基盤としながら、位相情報や高感度化処理を加えた手法であり、T2*GREよりも小出血や微小血管障害の描出に優れている。特に外傷性脳損傷や小血管病変では、SWIによりGREで描出されない多発性の病変が検出可能と報告されている。
ただし、SWIはGREに比べて撮像時間が長く、モーションアーチファクトによる画質低下が起こりやすいものの、臨床的には「より優れた感度を持つ」との評価が一般的である。

## 撮像技術と実用上の注意点
T2強調画像の撮像において、Fast spin echo（FSE）あるいはTurbo spin echo（TSE）は従来のspin echo法を改良した手法であり、1回の励起で複数のエコーを取得できるため撮像時間を大幅に短縮できる。エコートレイン長が長くなることで撮像時間は短縮されるが、後半のエコーでは信号雑音比（SNR）が低下し、画像コントラストは非特異的となる。さらに、矩形視野や位相エンコード方向の工夫により撮像時間を短縮できる。一方で、FSE/TSEでは脂肪信号が従来のspin echoに比べて高信号に描出されやすく、脂肪抑制技術を組み合わせて使用する必要がある。
撮像においては、磁場不均一や血流などによるアーチファクトにも注意が必要である。高磁場MRIではB0不均一の影響が増し、フローアーチファクトや磁化率アーチファクトが目立ちやすくなる。FSEは180度反転パルスを使用するため、外部磁場不均一の影響をある程度補正できる。一方で、フローアーチファクトは位相エンコード方向に生じやすく、血流や髄液の流動によるghost artifactがしばしば問題となる。また、高磁場での撮像では比吸収率（SAR）が増加するため、特にFSE/TSEによる高速撮像では安全性を考慮する必要がある。